# Cartello
Un cartello, in economia, è un accordo tra più produttori, siano essi legali o illegali, indipendenti di un bene per porre in essere delle misure che tendono a limitare la concorrenza sul proprio mercato, impegnandosi a fissarne alcuni parametri quali le condizioni di vendita, il livello dei prezzi, l'entità della produzione, le zone di distribuzione, ecc.

## Storia
I primi cartelli industriali appaiono alla fine del XIX secolo negli Stati Uniti: il mercato interno statunitense è amplificato dall'introduzione della ferrovia, con una crescita del commercio interno. I primi cartelli coinvolgono i produttori di carbone, acciaio e petrolio. Le prime normative antimonopolio, emanate da alcuni stati USA a partire dal 1887, vengono poi riunite nel 1890 nello Sherman Act che imporrà il divieto di cartelli e monopoli a livello federale.
Nell'Europa di fine Ottocento, ugualmente, si sviluppano cartelli a livello nazionale, soprattutto in Francia, Gran Bretagna e Germania (nella zona dello Zollverein). I cartelli non vengono tuttavia limitati, a causa della competizione imperialista tra stati anche a livello economico. La 'cartellizzazione' viene incoraggiata in quanto permette di indirizzare meglio la produzione economica, fissata a livello politico (autarchia).
Nel 1926 nasce la Comunità dell'Acciaio: un cartello tra imprese private di differenti stati che intendono regolamentare (limitare) la concorrenza. A essa partecipavano anche imprese inglesi e americane; l'accordo coprirà il 90% della produzione mondiale. Negli anni a seguire la Francia proporrà la creazione di un'unione doganale frutto di accordi privati, abolendo le dogane e le restrizioni sulle esportazioni, ma la proposta sarà respinta.
Al termine della seconda guerra mondiale, per evitare nuovi fenomeni di cartellizzazione, si avvia un processo di cooperazione internazionale che sfocia nel trattato della Comunità Europea del Carbone e dell'Acciaio (1952); gli stati aderenti accettano di attribuire parte della loro sovranità a questa organizzazione.
Il Trattato di Roma del 1957 che sancisce la nascita della Comunità economica europea, infine, include delle normative anti-monopolio direttamente applicabili negli stati membri.

## Descrizione
Si tratta generalmente di accordi temporanei, in quanto la convenienza economica di ciascuno dei partecipanti, che restano entità giuridicamente indipendenti, è continuamente soggetta a revisione, e persiste un forte incentivo alla 'rottura' del cartello soprattutto da parte delle aziende più efficienti sul mercato. D'altra parte, la teoria microeconomica sembrerebbe mostrare un interesse a colludere, poiché le imprese che si accordano sul prezzo ottengono tutte un profitto maggiore di quello che avrebbero facendosi concorrenza.
Questo pone un problema di etica manageriale; le pratiche anticoncorrenziali garantiscono un profitto maggiore per gli azionisti-soci, ma provocano danni ai consumatori finali, che si trovano a pagare prezzi più alti rispetto al rapporto qualità/prezzo che avrebbero in una situazione di concorrenza.
I cartelli hanno svolto una funzione negativa e una positiva: quella positiva portava all'individuazione di un equilibrio, in assenza di un sistema internazionale; la negativa comporta la presenza di restrizioni al commercio.

### Disciplina legislativa
A causa degli effetti distorsivi della libera concorrenza, i cartelli sono generalmente vietati dalle leggi anti-monopolio nazionali e internazionali; esistono tuttavia alcuni cartelli riconosciuti e legali che regolano il prezzo di alcuni beni, ad esempio l'OPEC, che è costituita direttamente dagli Stati produttori di petrolio e come tale non è soggetta alla disciplina anti-monopolio.